# أسلم ختك
محمد أسلم خان ختك (بالبشتوية: محمد اسلم خان خټک)‏، (بالأردوية: محمد اسلم خان خٹک)‏، (5 أبريل 1908 - 10 أكتوبر 2008) سياسي ودبلوماسي باكستاني، كان حاكم مقاطعة الحدود الشمالية الغربية (مقاطعة خيبر بختونخوا الحالية من 1973 إلى 1974).
انضم إلى الرابطة الإسلامية الباكستانية، لكنه هزم في انتخابات عام 1988، وأعيد انتخابه مرة أخرى في عام 1990، وشغل مصب وزير اتحادي في حكومة نواز شريف الأولى. ثم هزم في انتخابات عام 1993، وترك حزب الرابطة الإسلامية الباكستانية قبل وقت قصير من انتخابات عام 1997 بسبب اختلاف في عضوية الحزب لحفيده وصهره. وتوفي في 10 أكتوبر 2008 بعد مرض طويل.